# Bourreria cuneifolia
Bourreria cuneifolia är en strävbladig växtart som beskrevs av Otto Eugen Schulz. Bourreria cuneifolia ingår i släktet Bourreria och familjen strävbladiga växter. Inga underarter finns listade i Catalogue of Life.